# Agur (Biblia)
Agur, właściwie Agur ben Jakeh (hebr.: אגור בן יקה) – występujący obok króla Salomona i Lemuela jeden z autorów Księgi Przysłów. Jemu przypisuje się przysłowia zawarte w 30 rozdziale Księgi Przysłów.